# 주앙테베스

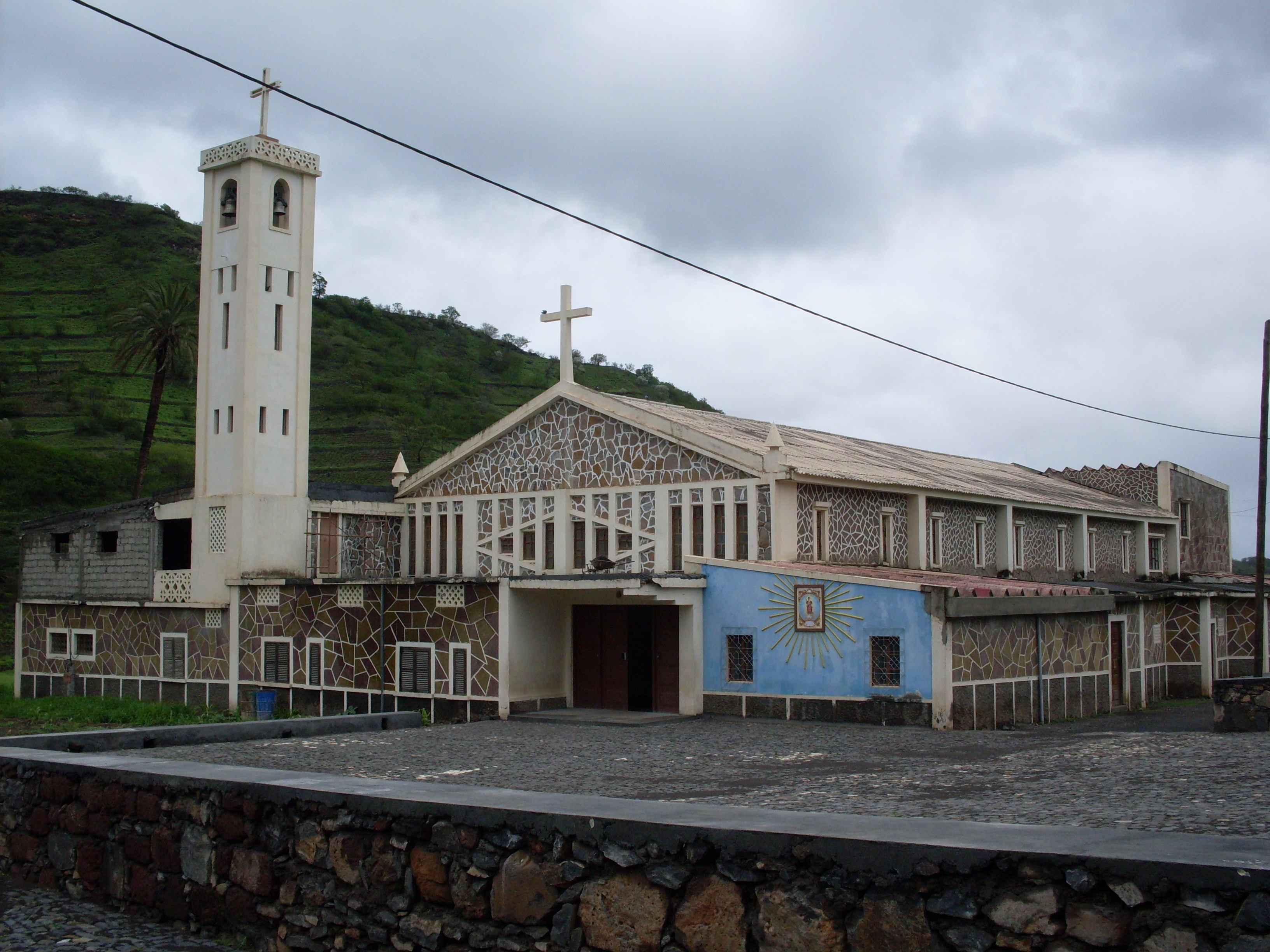

주앙테베스(포르투갈어: João Teves)는 카보베르데 산티아구섬 중부에 위치한 도시로 인구는 703명(2010년 기준)이다. 행정 구역상으로는 상로렌수두스오르강스시에 속한다. 카보베르데의 수도인 프라이아에서 북서쪽으로 19km 정도 떨어진 곳에 위치한다.